# Fitness

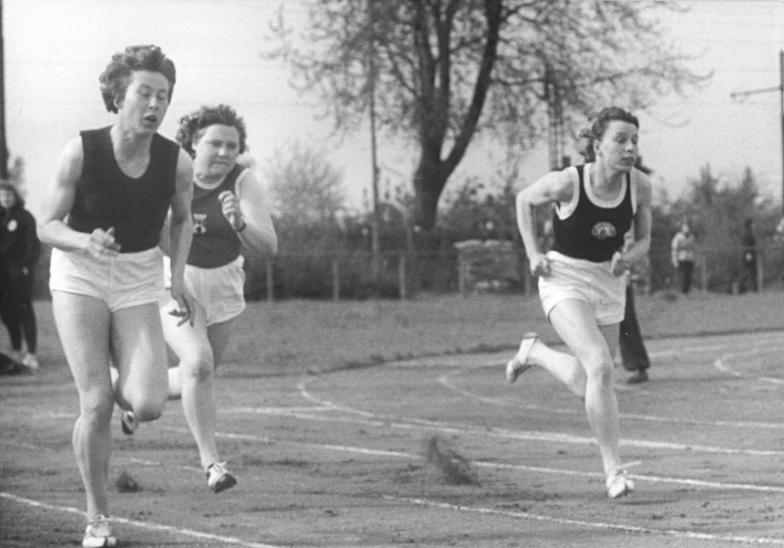
Fitness

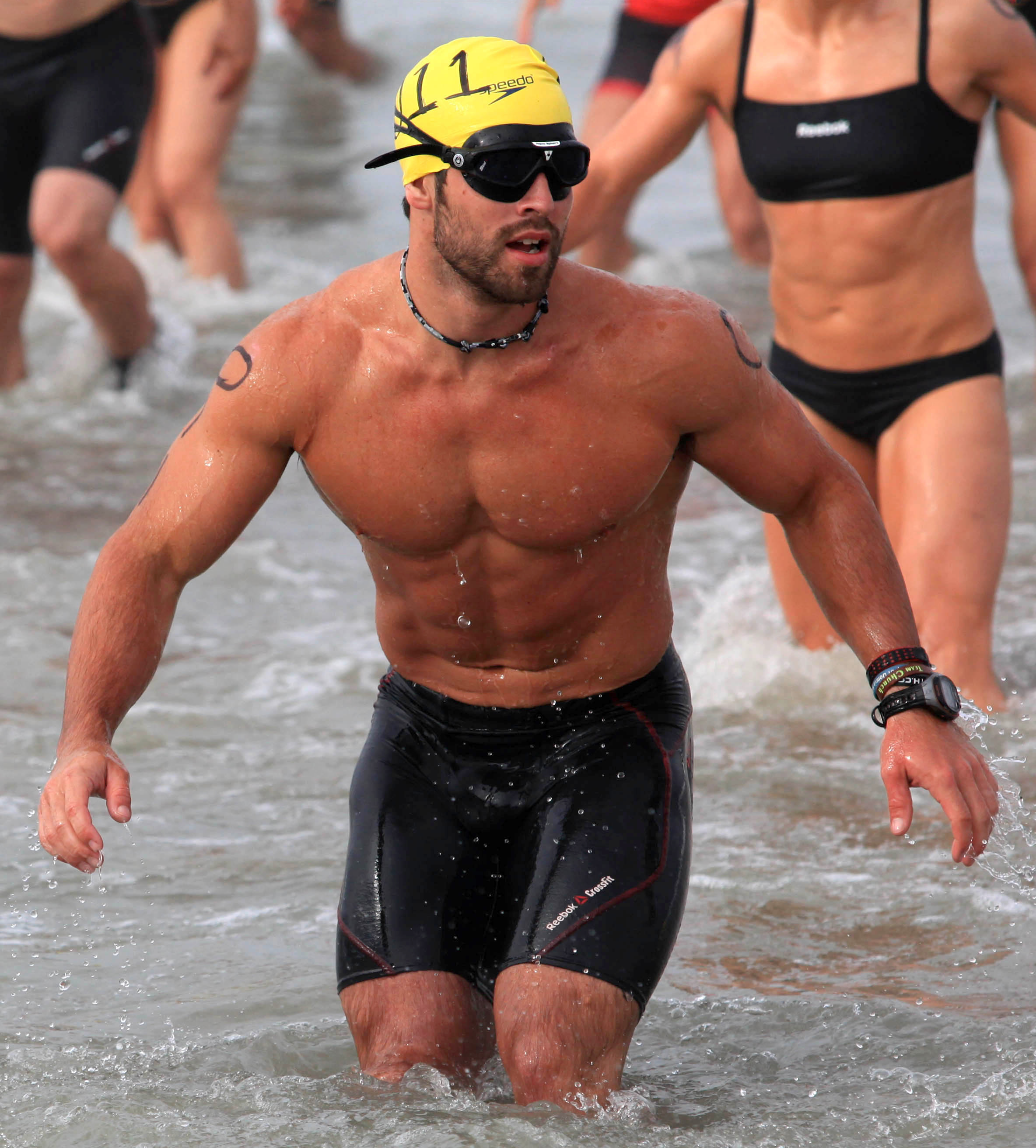
Starea fizică este, în general, realizată prin exerciții fizice. În poză este Rich Froning Jr. - câștigător de patru ori al titlului "Fittest Man on Earth".

Condiția fizică este starea de sănătate și bunăstarea și, mai specific, capacitatea de a efectua aspecte ale sportului, ocupațiilor și activităților zilnice. Condiția fizică este, în general, realizată printr-o nutriție adecvată, exercițiu fizic moderat și viguros și odihnă suficientă.
Înainte de revoluția industrială, fitness-ul a fost definit ca aptitudinea de a desfășura activitățile zilei fără oboseală excesivă. Cu toate acestea, prin automatizarea și schimbările în stilul de viață, aptitudinea fizică este acum considerată o măsură a capacității organismului de a funcționa eficient inclusiv în activitățile de muncă și de agrement, de a fi sănătos, de a rezista bolilor hipokinetice și de a face față situațiilor de urgență.

## Istoric
Fitness-ul este definit ca fiind calitatea sau starea de a fi în formă. În jurul anului 1950, probabil în concordanță cu Revoluția Industrială și tratatul celui de-al doilea război mondial, termenul "fitness" a crescut cu zece în vernacularul occidental. Definiția modernă de fitness descrie fie capacitatea unei persoane sau mașină de a îndeplini o funcție specifică, fie o definiție holistică a adaptabilității umane pentru a face față diferitelor situații. Acest lucru a dus la o interdependență între fitness și atractivitate umană, care a mobilizat industria globală de fitness și echipamente de fitness. În ceea ce privește funcția specifică, fitness-ul este atribuit persoanelor care posedă abilități aerobice sau anaerobe semnificative, adică tărie sau rezistență. Un program de fitness bine potrivit îmbunătățește o persoana în toate aspectele de fitness în comparație cu practicarea doar unul, cum ar fi doar rezistența cardio/respiratorie sau doar de formare în greutate.
Un program cuprinzător de fitness adaptat unei persoane se concentrează în mod obișnuit pe una sau mai multe abilități specifice și pe vârstă sau pe nevoi legate de sănătate, cum ar fi sănătatea osoasă. Multe surse menționează de asemenea sănătatea mentală, socială și emoțională ca o parte importantă a modului de fitness general. Acest lucru este adesea prezentat în manuale ca un triunghi alcătuit din trei puncte, care reprezintă fitness-ul fizic, emoțional și mental. Capacitatea fizică poate, de asemenea, să prevină sau să trateze multe afecțiuni cronice de sănătate cauzate de un stil de viață nesănătos sau îmbătrânire. Exercițiile fizice pot ajuta, de asemenea, unii oameni să doarmă mai bine și, eventual, să atenueze unele tulburări de dispoziție la anumite persoane.

## Instrucțiuni privind activitatea
Instrucțiunile privind activitatea fizică pentru americani au fost create de Biroul de Prevenire a Bolilor și Promovarea Sănătății. Această publicație sugerează că toți adulții ar trebui să evite inactivitatea pentru a promova o bună stare a sănătății din punct de vedere mental și fizic. Pentru beneficii substanțiale pentru sănătate, adulții trebuie să participe în cel puțin 150 de minute pe săptămână cu intensitate moderată sau 75 de minute pe săptămână de activitate fizică aerobă intensă sau o combinație echivalentă de activitate aerobă cu intensitate moderată și viguroasă. 

## Exerciții

### Exercitii aerobice
Sala de fitness cardiorespiratorie poate fi măsurată utilizând VO2 max, o măsură a cantității de oxigen pe care organismul îl poate absorbi și utiliza. Exercițiul aerobic, care îmbunătățește capacitatea cardiorespiratorie, implică mișcare care mărește ritmul cardiac pentru a îmbunătăți consumul de oxigen al organismului. Această formă de exercițiu este o parte importantă a tuturor regimentelor de antrenament, variind de la sportivi profesioniști la cei de zi cu zi. De asemenea, ajută la creșterea staminei.

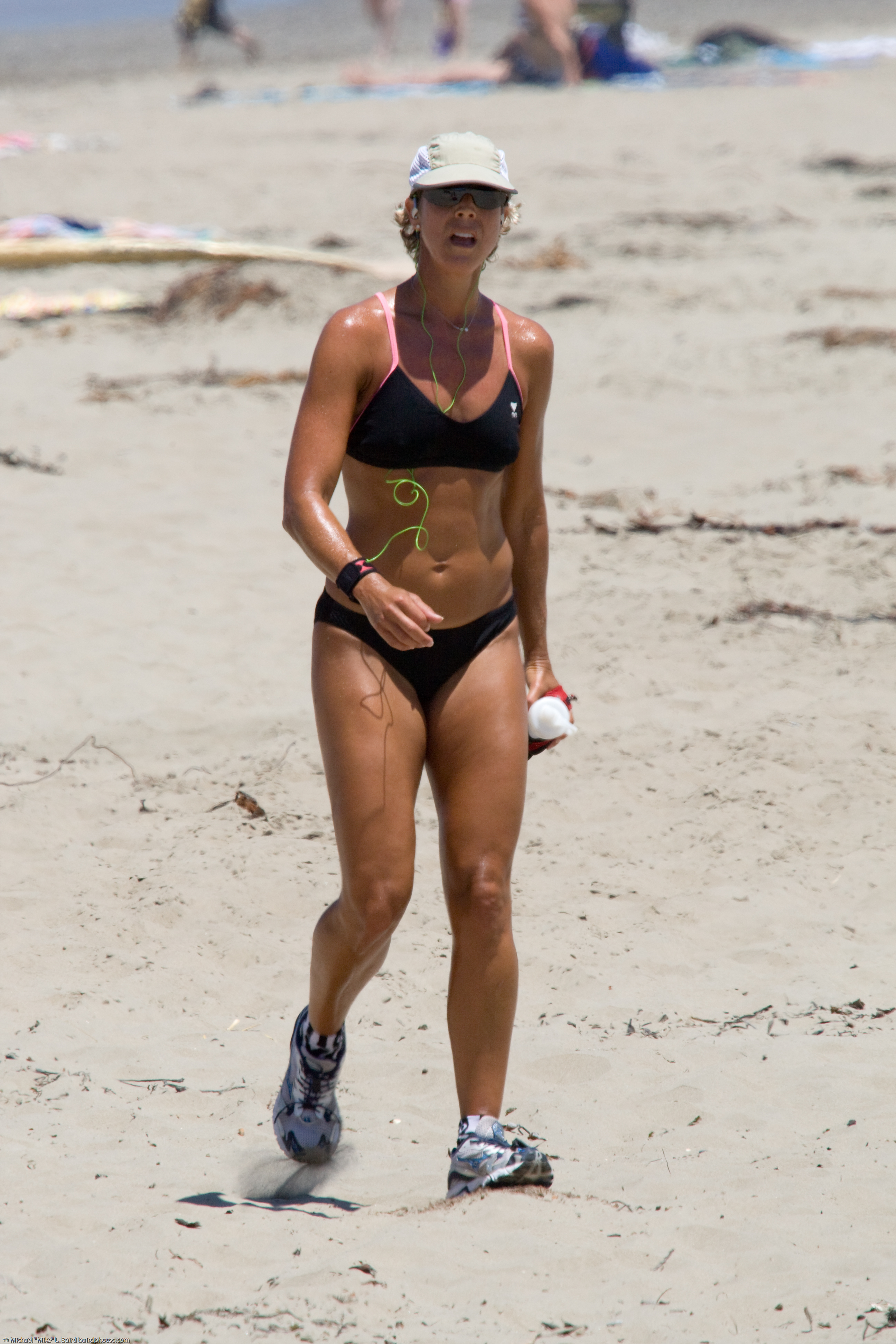
O femeie care merge pe o plajă din S.U.A. pentru a-și menține/îmbunătăți aptitudinea fizică

Câteva exemple sunt:
- Jogging
- Instruire eliptică
- Mersul pe jos
- Înotul
- Mișcare pe banda de alergare
- Ciclismul

## Generalizare
Fitness-ul are multiple valențe. Cele mai importante sunt: 
- menținerea și îmbunătățirea sănătății;
- tonifierea musculaturii;
- pierderea kilogramelor în plus;
- creșterea condiției fizice, etc.

Definirea noțiuni difera sensibil de la un autor la altul. Înțelesul este larg, iar părerile autorilor de specialitate sunt împărțite: unii îl consideră ca o activitate de gimnastică, alții spun că este o activitate cu greutati si la aparate, iar neinițiații ]l consideră un sport pentru sănătate.
În traducere liberă, fitness-ul înseamnă o reglare a proceselor adaptative din corpul uman în urma efectuării unui efort. 
În literatura anglo-saxonă, termenul de fitness este echivalent cu condiție fizică. În consecință, fitness-ul reprezintă o activitate motrică prin care individul obține o stare de bine indiferent de condiția sa anatomică, fiziologică sau psihică. Altfel spus, fitness-ul este pentru corpul uman ceea ce reglajul fin este pentru un aparat electronic.
Fitness-ul cuprinde tot ceea ce înseamnă un stil de viață sănătos și îngrijit. Începând cu alimentația și continuând cu parcticarea sportului.
Părintele fitness-ului este Francois Henri Jack LaLanne, un american care până la vârstă de 15 ani era dependent de dulciuri și de mâncare nesănătoasă. Această alimentație i-a afectat până și comportamentul pe lângă faptul că organismul sau avea mult de suferit. Viață lui s-a schimbat din momentul în care a participat la o conferința susținută de nutriționistul Paul Bragg. După ce și-a schimbat radical stilul de viață, înlocuindu-l pe cel nesănătos cu unul ideal, bazat pe  o alimentație echilibrată și însoțită de sport, a scris numeroase cărți pe această temă și a participat la emisiuni, încurajând oamenii să fie mai atenți cu organismul lor. 
Cu cât condiția fizică a omului este mai bună, cu atât acesta este mai sănătos. Această se obține prin practicarea unui sport regulat, astfel se îmbunătățește funcția respiratorie și cea cardiaca, crește forță musculară și imunitatea organismului, se reduce riscul apariției anumitor boli și multe alte efecte benefice asupra organismului uman. 
Fitness-ul poate fi împărțit în două categorii și anume: 
Fitness-ul de tip aerobic reprezintă abilitatea organismului de a consumă oxigen în mod eficient prin creșterea cantității acestuia trimisă la mușchi, oxigen care le va permite mușchilor să funcționeze un timp mai îndelungat. Fitness-ul de tip aerobic depinde de starea inimii, a plămânilor și a mușchilor. 
Fitness-ul de tip muscular care se caracterizează prin creșterea rezistenței și forței mușchilor prin ridicarea de greutăți. De asemenea și flotările sunt un mod util pentru creșterea forței musculare. 
Uni oameni preferă să-și administreze steroizi pentru o dezvoltare mai rapidă și mai eficientă a masei musculare fără consultarea unui medic, însă nu cunosc care pot fi consecințele acestui tratament. Cele mai grave efecte la bărbați pot fi: micșorarea testiculelor datorită faptului că se produce în organism un exces de testosteron iar organele care sunt principală sursă de producere a acestei substanțe rămân fără ocupație, ginecomastia care reprezintă creșterea sânilor la bărbați, dependența care se manifestă psihic și fizic, s.a. Mai sunt și efecte secundare cum ar fi: acnee, vergeturi, tulburări ale dispozitei, s.a. 
Nu doar bărbații sunt cei care urmează tratamente cu steroizi, mai sunt și femei care aleg această opțiune pentru a ajunge cât mai repede la o condiție fizică mai bună. Nici la femei efectele nu sunt tocmai minore, acestea se pot confruntă cu probleme cum ar fi: modificarea vocii,  creșterea părului facial și corporal, micșorarea sânilor, dereglări ale menstruației, s.a.  
În cazul administrării steroizilor la copii sau adolescenți poate interveni oprirea creșterii sau pubertatea precoce. 
Însă fitness-ul nu are și nu va avea vreodată efecte negative asupra organismului uman.